# Nathan Mahler
Nathan Mahler è un personaggio dell'anime e manga BLOOD+ di Junichi Fujisaku.
Nathan è uno dei personaggi più ambigui dell'intera serie, una delle cinque frecce, i cavalieri soldati fortissimi al servizio di Diva, un vampiro ultracentenario che morendendo offre vita eterna. La sua vera età e ruolo sono sconosciuti, fornendo nel corso della serie sono piccole tracce su cui ragionare.

## Storia

### Nel passato
Il passato di Nathan è avvolto nel mistero. Non vedendo flashback  che spiegano il suo ingresso nella squadra e sentendo i suoi i discorsi tutto farebbe presumere che lui era stato morso prima di Amshel e quindi che fosse in realtà un sopravvissuto dei cavalieri della madre di Diva e Saya, forse addirittura il padre delle due regine.

### Nel presente
La prima volta che nell'anime assistiamo alla sua comparsa in scena è il raduno dei cavalieri, dove Amshel decide che bisogna uccidere Saya. Lui rimane sempre neutrale, svolgendo quasi un ruolo di osservatore, ma vuole che tutto vada secondo le regole. Infatti durante uno scontro fra James e Saya interviene a difesa della ragazza. In seguito ha qualche scambio di parole con Amshel dove intuisce il suo doppiogioco

### Carattere
Ambiguo, scherza con chiunque e rimane sempre in disparte, tutto sembra essere un gioco per lui. Quando vuole riesce a mettere paura ai suoi compagni, anche con le sole parole, come nel caso di James ed Amshel. Per lui tutto è teatro e tutto può solo essere drammatico, ricordando il William Sheakespeare dell'anime di Romeo × Juliet

### Tecniche
Le sue vere capacità rimangono sconosciute, vediamo solo la sua agilità e velocità, riesce infatti a  bloccare con le dita una moneta lanciata ad elevatissima velocità. Inoltre anche la sua forza sembra essere molto superiore a quella dei suoi compagni, blocca infatti senza sforzo un attacco di James con una sola mano senza neanche degnarlo di uno sguardo.